# Colfontaine
Colfontaine (en picard  Colfontinne) és un municipi belga de la província d'Hainaut a la regió valona, dins la regió del Borinage. Està compost per les viles de Colfontaine, Pâturages, Warquignies i Wasmes

## Agermanaments
- Serradifalco